# Органическая абстракция

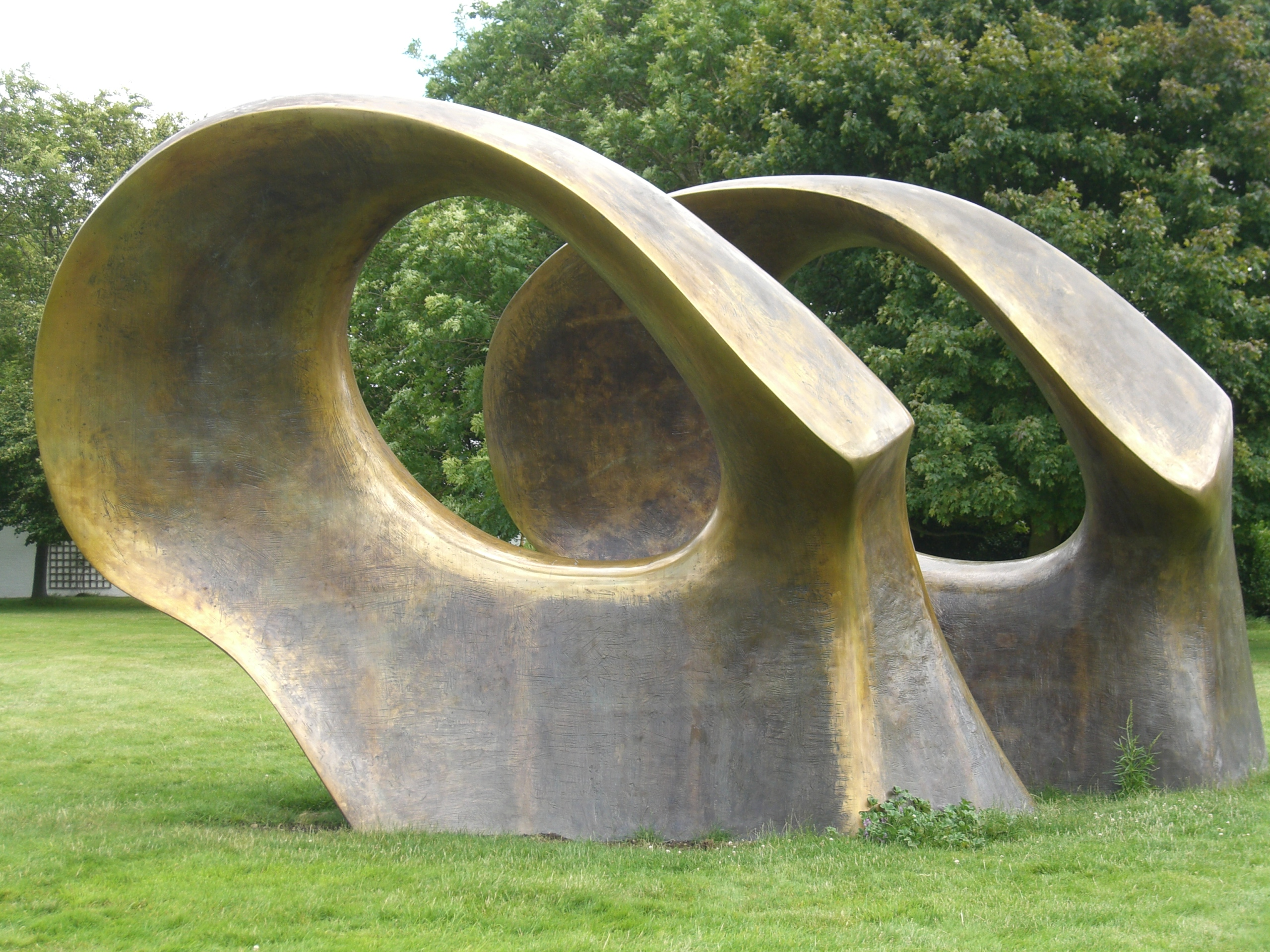
Генри Мур. «Двойной овал» (1966). Перри Грин, Хартфордшир, Англия

Органическая абстракция (англ. Organic abstraction), также Биоморфная абстракция (англ. Biomorphic abstraction), — художественный стиль, основанный на использовании в произведениях современного искусства абстрактных округлых (плавных, свободно-текучих) линий и очертаний, подобных тем, которые можно встретить в природе.
Очертания скульптур, созданных в этом стиле, похожи на очертания таких природных объектов, как кости, раковины, галька, элементы цветка; некоторые из них восхищённо называли «рисунками в пространстве». Философская основа этого стиля связана с идеями французского мыслителя Анри Бергсона (1859—1941), который писал о едином источнике у художественного творчества и природных эволюционных процессов. Подобную же мысль высказывал английский скульптор Генри Мур, который считал, что «есть универсальные формы, к которым каждый подсознательно приучен и на которые может отреагировать, если контроль сознания не воспрепятствует бессознательным импульсам».

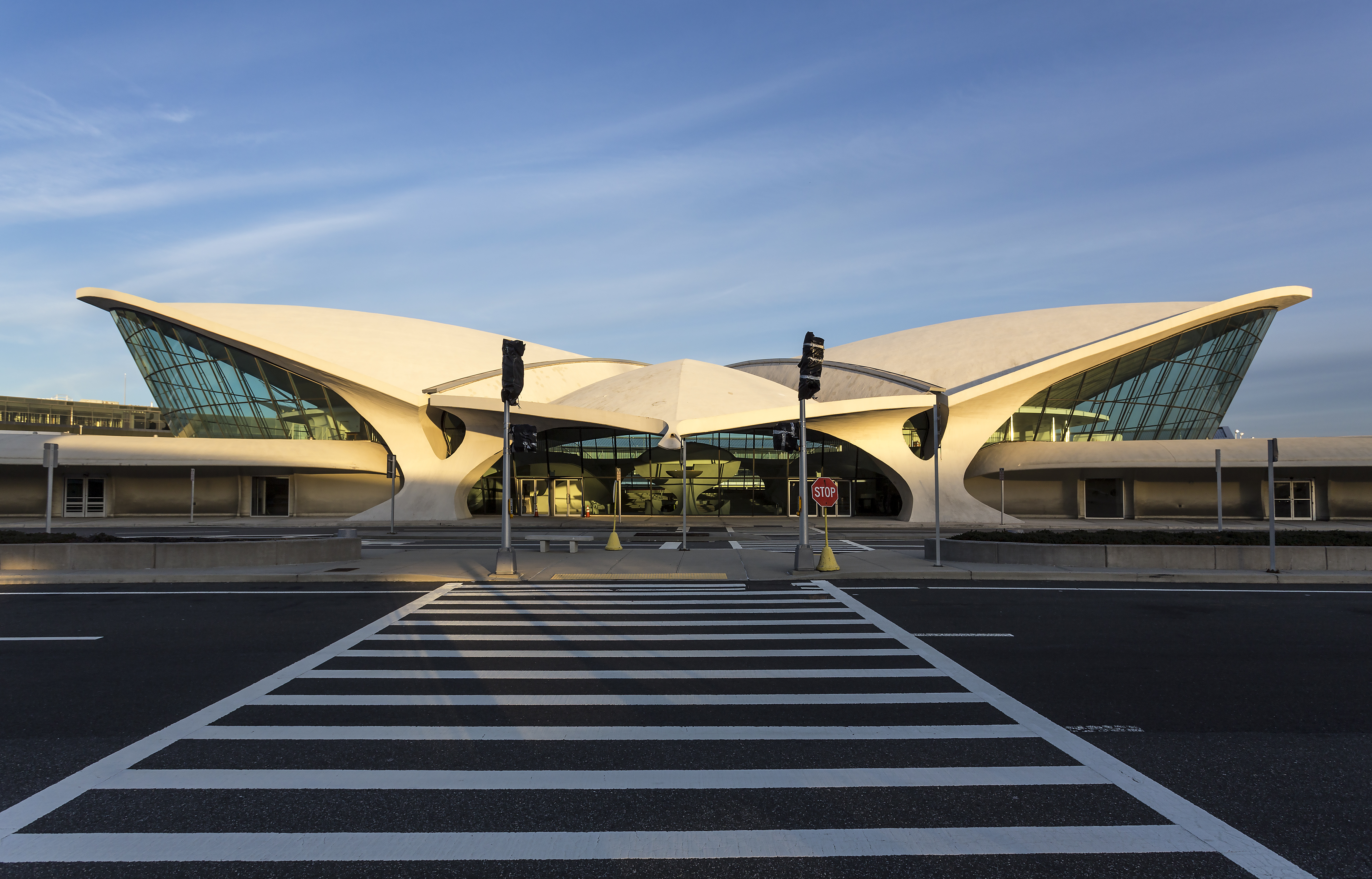
Ээро Сааринен. Терминал компании Trans World Airlines (1956—1962). Про это здание писали, что оно представляет собой «причудливый и даже несколько странный набор свободных форм, который подчиняет себе и путешественников, и самолёты»

Этот стиль характерен для художников и скульпторов, работавших в различных направлениях; среди них — Жан Арп (скульптуры; например, «Pagoda Fruit», 1949), Константин Бранкузи (скульптуры), Аршил Горки (картины, включая «Лист артишока как сова», 1944), Василий Кандинский (картины, например, «Композиция VII», 1913), Александр Колдер (скульптуры), Жоан Миро (картины и скульптуры), Генри Мур (скульптуры), Бен Николсон (скульптуры), Исаму Ногучи (скульптуры, а также работы в области промышленного дизайна), Джорджия О’Кифф (картины, например, «Чёрная абстракция», 1927), Ив Танги (картины), Барбара Хепуорт
(скульптуры, например, «Мать и дитя», 1934).

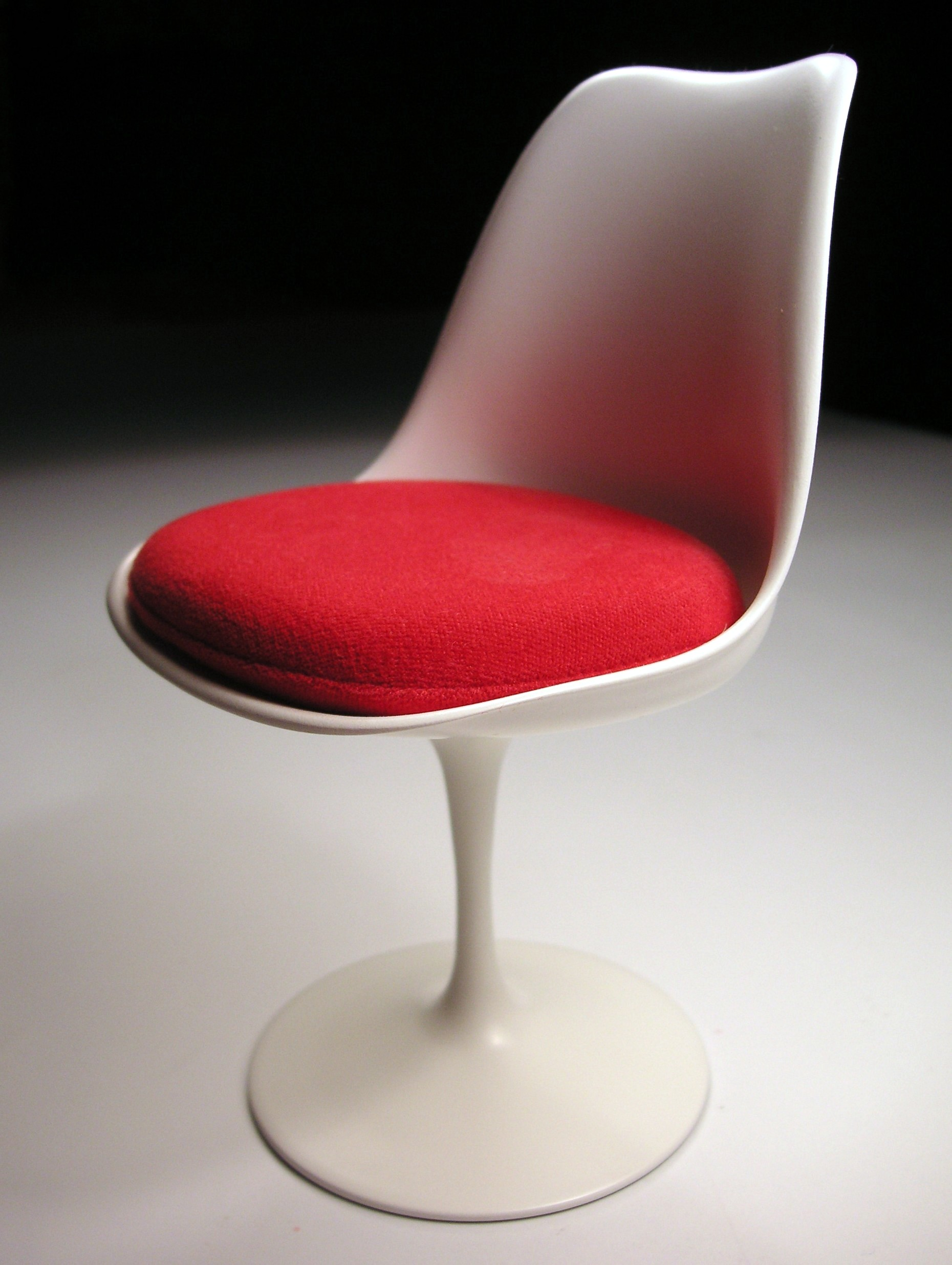
Ээро Сааринен. Кресло «Тюльпан» (1956)

Кроме того, идеи органической абстракции явились вдохновением для целого поколения дизайнеров США, Италии и Скандинавии — таких, как Алвар Аалто и его супруга Айно Аалто, Чарлз и Рэй Имзы, Ээро Сааринен, Акилле Кастильони, Арне Якобсен. Чарлз Имз и Ээро Сааринен ещё в 1940 году со своим совместным проектом мебели для гостиной получили первый приз на конкурсе «Органический дизайн в домашней обстановке», а после Второй мировой войны, когда появились новые пластичные материалы и технологии обработки, ими было разработано множество различных дизайнерских проектов с ярко выраженными органическими чертами. Среди главных проектов Сааринена — терминал компании Trans World Airlines (сейчас — терминал номер пять) международного аэропорта имени Джона Кеннеди, известный по прозвищу «крылатая чайка», а также прославленные и до сих пор находящиеся в производстве кресла «Лоно» и «Тюльпан».